# No.5 (모닝구무스메의 음반)
No.5(넘버 파이브)는 2003년 3월 26일에 발매된 모닝구무스메의 다섯 번째 정규 앨범이다.

## 개요
- "Do it! Now"는, 고토 마키가 재적 중일 때의 작품이지만, "がんばっちゃえ! 간밧차에![*]"는 모닝구무스메·헬로! 프로젝트 키즈·고토 마키(졸업 후)의 공연작이다.
- "卒業旅行~モーニング娘。旅立つ人に贈る唄~"는 당시 모닝구무스메 졸업을 발표한 야스다 케이를 위해 만들어진 곡이다. 가사의 원안은 야스다의 졸업을 축하하기 위해 야구치 마리, 이시카와 리카 등 3명이 떠난 온천 여행이다.

## 수록곡
1. intro
작곡 : 층쿠
2. Do it! Now
작사, 작곡 : 층쿠 / 편곡 : 스즈키Daichi히데유키
3. TOP!
작사, 작곡 : 층쿠 / 편곡 : 모리오 다카시
4. 友達（♀）が気に入っている男からの伝言
작사, 작곡 : 층쿠 / 편곡 : 와타나베 셰어
5. ここにいるぜぇ!
작사, 작곡 : 층쿠 / 편곡 : 스즈키Daichi히데유키
6. 「すっごい仲間」
작사, 작곡 : 층쿠 / 편곡 : 댄스☆맨
7. 強気で行こうぜ!
작사, 작곡 : 층쿠 / 편곡 : 스즈키 슌스케
8. 女神~Mousseな優しさ~ (Original Long Ver.) (노래 : 비너스무스)
작사, 작곡 : 층쿠 / 편곡 : 고니시 다카오
9. YES! POCKY GIRLS (Original Long Ver.) (노래 : 포키 걸즈)
작사, 작곡 : 층쿠 / 편곡 : 다카하시 유이치
10. HEY! 未来
작사, 작곡 : 층쿠 / 편곡 : 사카이 미키오
11. がんばっちゃえ! (노래 : 모닝구무스메와 헬로! 프로젝트 키즈 + 고토마키)
작사, 작곡 : 층쿠 / 편곡 : TATOO
12. 「すごく好きなのに…ね」
작사, 작곡 : 층쿠 / 편곡 : 사카이 미키오
13. 卒業旅行~モーニング娘。旅立つ人に贈る唄~
작사, 작곡 : 층쿠 / 편곡 : 고노 신

## 참여 뮤지션
- 야마모토 다쿠오 - 색소폰
- 이나바 아쓰코 - 코러스

## 차트
- 주간최고순위 1위 (오리콘 차트)
- 등장횟수 11회 (오리콘 차트)